# Ronny Vlassaks
Ronny Vlassaks (Hamont-Achel, 29 september 1964) is een voormalig Belgisch wielrenner. Hij werd prof in 1986. Zijn carrière duurde slechts 3 jaar, tot 1989.

## Loopbaan
Vlassaks won als prof 2 wedstrijden: Veenendaal-Veenendaal in 1988 en een wegwedstrijd in Rummen in 1988. Zijn belangrijkste ereplaatsen waren een derde plaats in een etappe in de Ruta del Sol in 1987 en een tweede plaats in een etappe in de Ronde van de Middellandse Zee in 1989.